# هاردان‌گرفیورد
هاردان‌گرفیورد (به انگلیسی: Hardangerfjord) چهارمین طولانی‌ترین آبدره جهان، و دومین طولانی‌ترین آبدره در نروژ است. این آبدره در شهرستان هوردالاند در منطقه هاردان‌گر قرار دارد. این آبدره به طول ۱۷۹ کیلومتر، از اقیانوس اطلس تا بخش‌های کوهستانی نروژ امتداد می‌یابد. شهرک اودا در این آبدره قرار دارد.

## تاریخچه

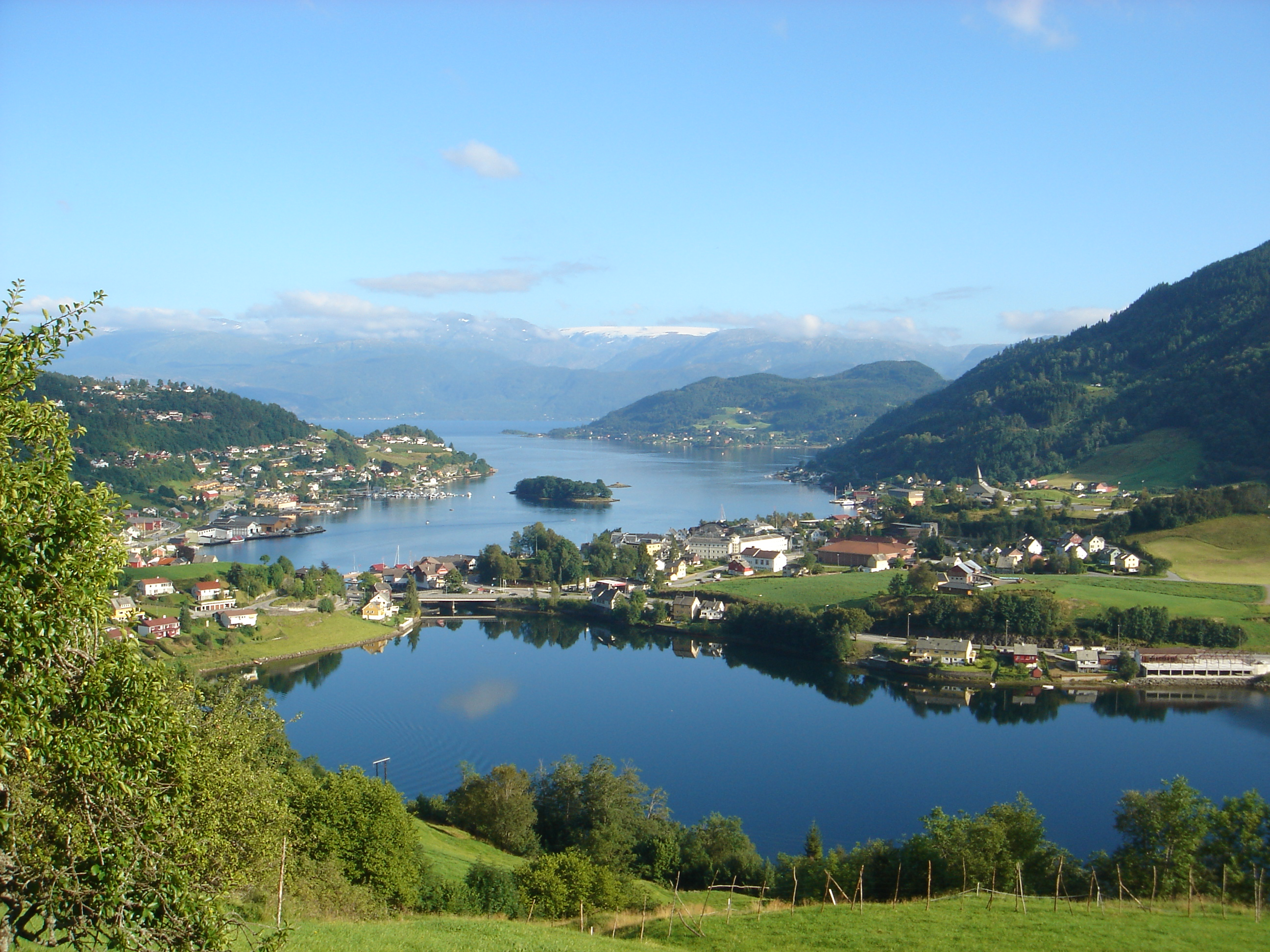
هاردان‌گرفیورد در روستای نورهایم‌سند

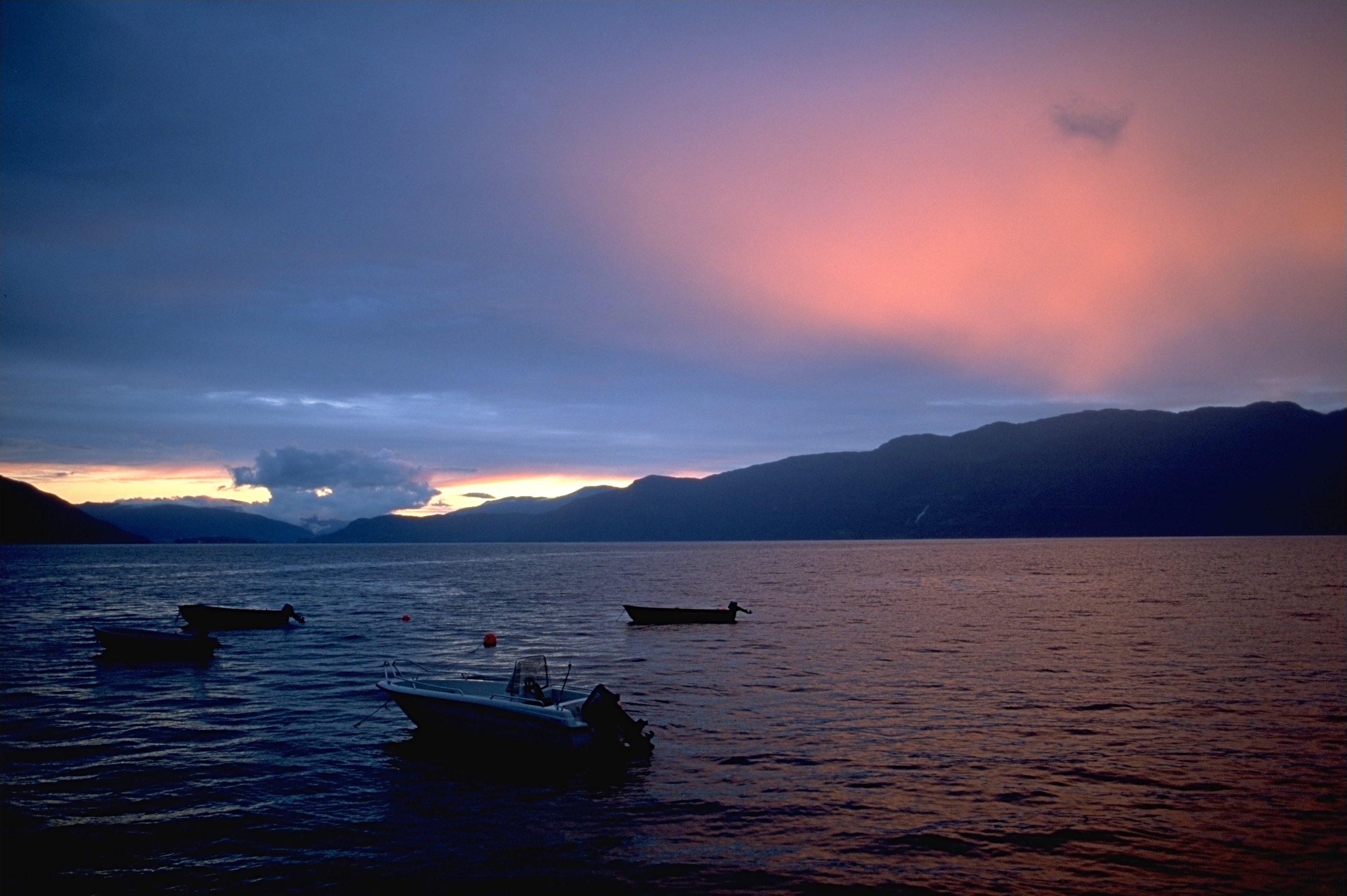
غروب هاردان‌گرفیورد

حدود ۸ هزار سال پیش از میلاد مسیح با ذوب بخش عظیمی از یخچال‌های طبیعی، زمین‌های منطقه اسکاندیناوی شروع به پدیدار شدن کردند؛ و قسمت‌های پایین‌تر دره‌ها با آب پر شدند و آبدره هاردان‌گرفیورد را تشکیل دادند. این دره تنها در اثر فرسایش یخچالی به وجود نیامده است، بلکه فشار زیاد آب حاصل از ذوب یخ‌ها نیز مؤثر بوده‌است.